# Mindless Gaming
Mindless Gaming var ett svenskt kommanditbolag som gav ut rollspel. Företaget ägdes och drevs av Daniel Olsson och Håkan Sundelius, och använde främst frilansande skribenter och illustratörer för sina spel. Bolaget grundades 2006 och har sin adress i Kalmar. Det gick 2011 upp i SagaGames. 
Mindless Gaming har återutgivit ut det svenska rollspelet En Garde! (första utgåvan 1987) med licens från första utgåvans författare. Andra reviderade utgåvan kom 2006. Ett tillbehör har gjorts till utgåvan, I skuggan av La fronde. En helt omarbetad tredje version av En Garde! var planerad till 2010.
I mitten av juli 2007 blev det känt att Mindless Gaming skulle ge ut Robert Jonssons Bortom: Lögnens slöja till julen 2007. Så skedde också och spelet utnämndes till Bästa rollspel 2007 av Fenix läsare. Det finns ett supplement till spelet, Bortom: Visioner och fantasier, vilket för tillfället väntar på tillräckligt många förhandsköp för att göra tryck möjligt. Bortom: Lögnens slöja med tillbehör ges sedermera ut av MylingSpel 
2008 gav Mindless Gaming ut det lilla rollspelet Action! i samarbete med Tomas Arfert. Spelet är ämnat för lättsamma spelkvällar och bygger till stor del på filmkulturen från 1980-talet, och då speciellt B-action. Action! sålde slut under 2009 och en ny lätt omarbetad version går i tryck under sommaren 2010. En kortfilm kopplad till spelets har spelats in och ska tryckas på DVD. Den har ännu endast visats på festivaler och mässor. Filmen heter Brothers of Steel och en trailer återfinns bland annat på Youtube.